# Pablo Palazuelo
Pablo Palazuelo de la Peña (Madrid, 8 de octubre de 1915-Galapagar, Madrid; 3 de octubre de 2007) fue un pintor, escultor y grabador español. Entre sus reconocimientos se cuentan el Premio Kandinsky en 1952 y el Premio Velázquez en 2004.

## Biografía

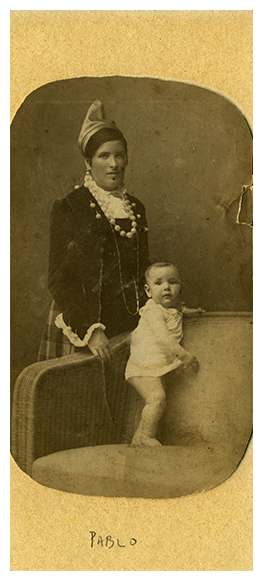
Retrato infantil de Pablo Palazuelo, hacia 1916.

Pablo Palazuelo tuvo una temprana vocación para ser pintor, aunque convencido por su padre, se matriculó en 1932 en el curso de preparación para ingresar en la Escuela de Arquitectura de Madrid. Sin embargo, al año siguiente decidió comenzar sus estudios de Arquitectura en la School Of Arts and Crafts de la Universidad de Oxford. Allí en Inglaterra, había mantenido su abuelo algunos negocios y había residido también su hermana Inés.  Como consecuencia del estallido de la guerra civil española, en 1936, abandonó sus estudios y volvió a España. A partir de 1939, decidió dedicarse de manera exclusiva a la pintura.
En 1945 concurrió con un retrato a la Exposición Nacional de Bellas Artes y participó en la primera exposición de la llamada Escuela de Madrid organizada por la galería de Karl Buchholz. Hacia 1947, recibió clases de Daniel Vázquez Díaz y comenzó a realizar sus primeros dibujos abstractos, después de conocer la obra de Paul Klee. 

### Marcha a Francia
En octubre de 1948, viajó a París, solo algunos meses después de que se restablecieran las comunicaciones ferroviarias con Francia tras la Segunda Guerra Mundial. Marchó becado por el Instituto Francés, a través del Comité d’Accueil aux étudiants étrangers, del Ministère de l’Education Nationale. Residió en sus inicios en el Colegio de España en París.  Ese mismo año de su llegada a Francia, expuso en la galería Denise René de París, muy centrada en el arte de vanguardia y en concreto durante aquellos años en la abstracción geométrica, lo que supuso un gran empuje a la difusión de su trabajo. A raíz de su participación en el Salón de Mayo de París de 1949, comenzó su relación con la galería Maeght de París, entrando en la nómina de esta prestigiosa galería, considerada una de las más importantes del mundo y donde expuso de manera continuada hasta los años 80.
Su vida en París, en esos primeros años, donde todavía había muy pocos artistas españoles presentes, estuvo caracterizada por la soledad, que reflejó en el títitulo que dio a un grupo de obras terminadas en 1955, que denominó Solitudes. Hacia 1950, trabó amistad con Eduardo Chillida, con el que llegó a compartir taller de trabajo, en la pequeña localidad de Villaines-sous-Bois. Ese mismo año expuso en el Museo de Toronto. Un punto capital en su carrera fue su primera exposición individual, celebrada entre febrero y marzo de 1955, en la galería Maeght con diecinueve pinturas y que repetiría en 1958 con esta galería. Ese mismo año fue asímiso invitado a participar en el Certamen Carnegie de Pittsburg, donde fue galardonado con un 5.º premio. Durante esos años, también colaboró con diversos números de la revista de artes Derrière le Miroir y recibió en 1952 el Premio Kandinsky. Este premio, creado en 1946 por Nina Kandinski, esposa del pintor ruso. Se otorgaba a un joven pintor cuya obra hubiese indagado en una búsqueda personal de la abstracción.

### Los años sesenta

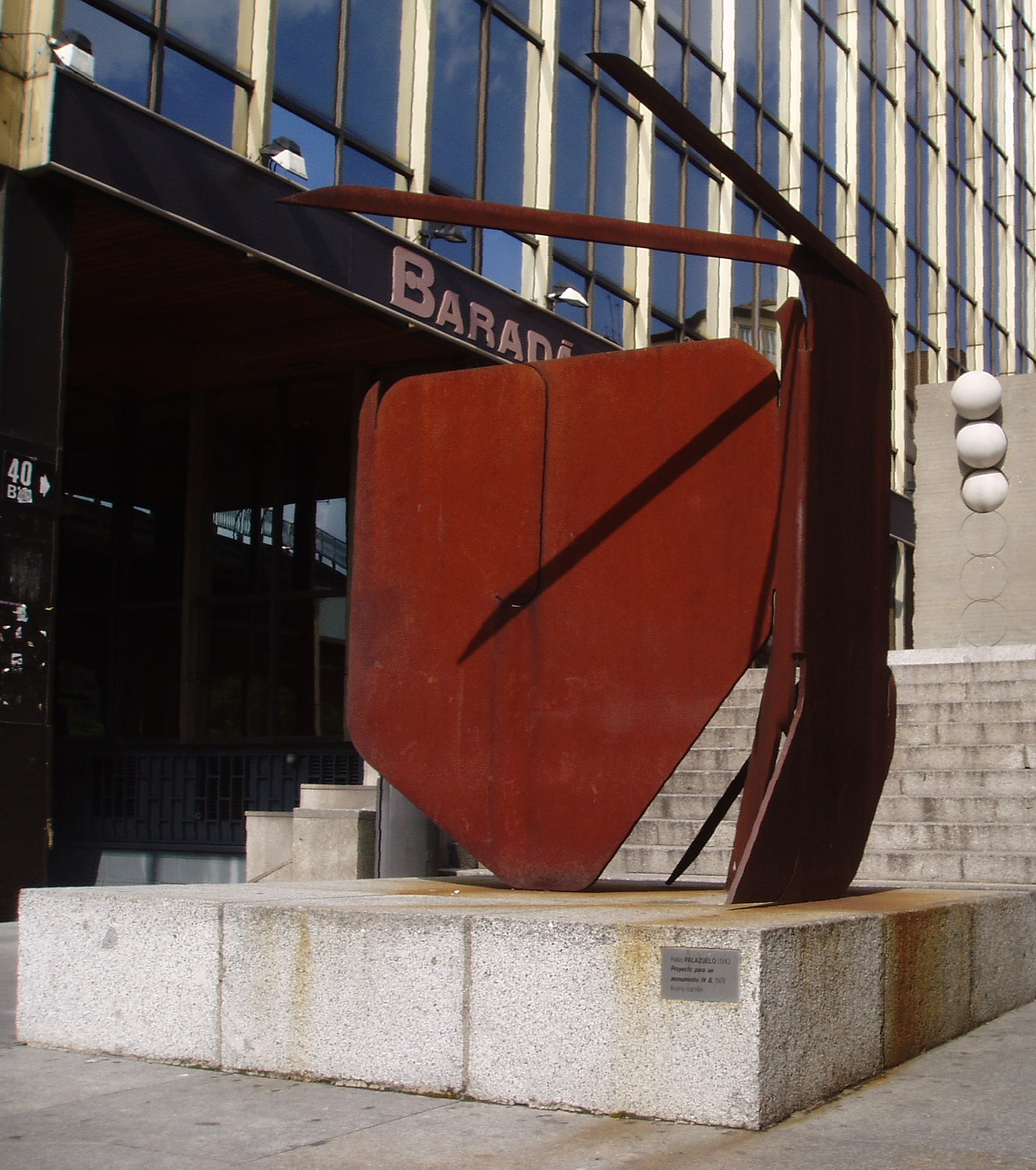
Escultura Proyecto para un monumento IV B (1978) de Pablo Palazuelo en el Museo de Escultura al Aire Libre de La Castellana en Madrid.

Desde inicios de los años sesenta, a la vez que retomaba la escultura, comenzó a hacer cada vez más viajes a España y conectar con los circuitos artísticos españoles. Así, en 1964, participó en la exposición inaugural de la sala Juana Mordó de Madrid. En 1965, el pintor Fernando Zobel, promotor del entonces recién constituido Museo de Arte Abstracto Español de Cuenca, le encargó  un cuadro para este museo. El resultado fue la obra  Omphale V que constituyó una de las pinturas de mayores dimensiones ejecutadas por Palazuelo y que supuso para el expositivo conquense el mayor esfuerzo económico realizado nunca. No fue terminada hasta diciembre de 1967 y fue colgada oficialmente en el museo, con la presencia del pintor, en mayo de 1968, después del prolongado periodo de ejecución.
Alrededor de ese momento, Palazuelo volvió a fijar su residencia en España, después de haber pasado casi veinte años en Francia. Continuó igualmente enviando obras a los certámenes del Carnegie Institute of Art de Pittsburg.  
También durante esos años conoció al empresario y coleccionista de arte Juan Huarte, para el que realizó varios encargos, sobre todos esculturas y participó en una exposición colectiva promovida por este empresario, en la que también estuvieron Manolo Millares , Oteiza, Eduardo Chillida, Sáenz de Oiza, Fernández Alba y Fullaondo.

### Vuelta a España

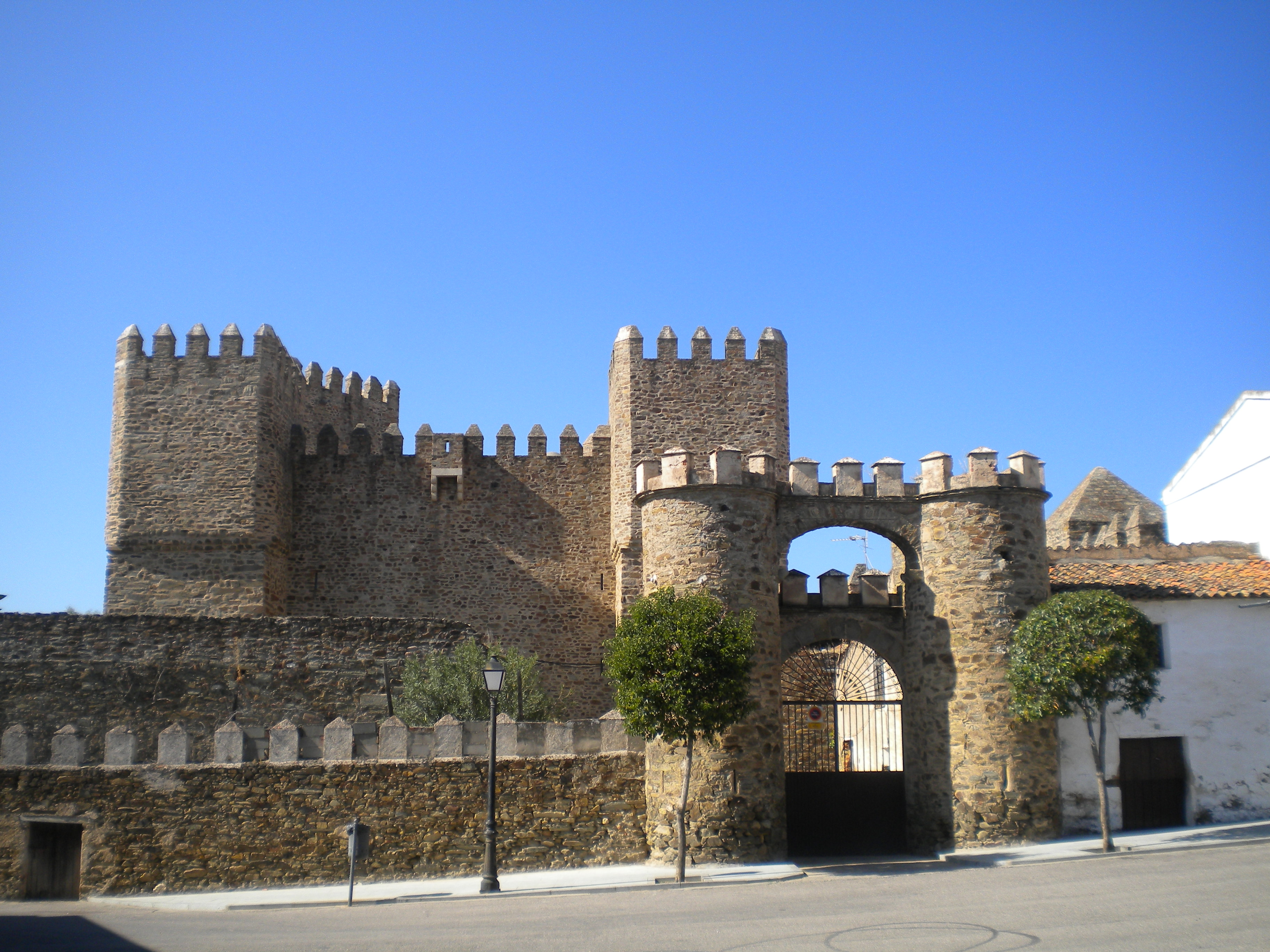
Vista del castillo de Monroy, que Palazuelo adquirió en 1974 y donde mantuvo un estudio de pintura.

En 1970, adquirió el castillo de Monroy, en la provincia de Cáceres, y acometió junto a su hermano Juan Palazuelo, arquitecto, su reconstrucción y rehabilitación y allí estableció su estudio de pintura en el espacio ocupado por el antiguo granero. En los siguientes años sus exposiciones se fueron haciendo más habituales en España (Galería Theo Madrid), Barcelona (Galería Maeght), manteniendo igualmente su relación con la galería Maeght, en París y finalmente en 1981 se presentó una monografía sobre su obra editada por Maeght realizada en colaboración con Claude Esteban.
A su vuelta a España, Palazuelo intensificó su actividad como escultor. En 1975, se asoció con el escultor Pere Casanovas asentado en Mataró. Palazuelo elaboraba las maquetas para que Casanovas las trasladase a su tamaño real y cambiase escalas y espesores. Más adelante, con el paso del tiempo pasaron a un trabajo en equipo en la toma de decisiones sobre las obras ejecutadas. Sus esculturas ocupan un mayor espacio dentro de su obra (Arquitectura I) la serie Lauda. Comenzó a participar en  la Feria Internacional de Arte Contemporáneo (Arco) de Madrid de mano de la galería Maeght-Lelong.
En 2006 - 2007 se exhibió una amplia retrospectiva de su obra en el Museo Macba de Barcelona y en el Museo Guggenheim de Bilbao.
El Museo Universidad de Navarra contiene un importante conjunto de sus obras: ocho pinturas, dos dibujos y una escultura, que abarcan un periodo de producción desde 1958 hasta 1990.
Palazuelo falleció el 3 de octubre de 2007 a los 91 años de edad en su casa familiar de  “La Peraleda”, en Galapagar (Madrid).

## Obra

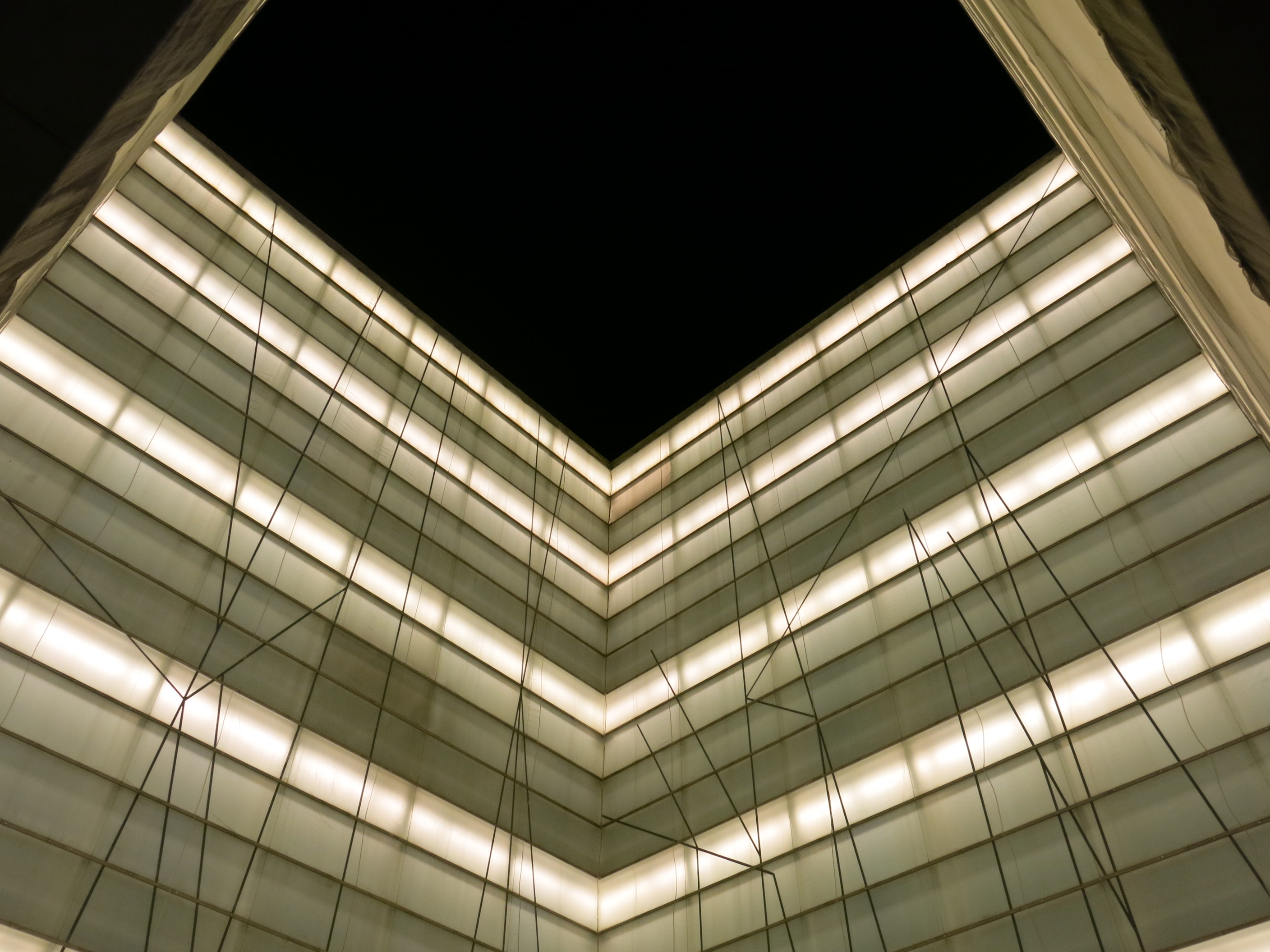
La linterna (1999), en el Auditori de Barcelona.

La obra de Palazuelo sobre todo es fruto de una concepción dominante de la abstracción excesivamente lineal, que arranca con las experiencias postimpresionistas en el tránsito hacia el siglo XX y que en los años sesenta logra sus últimas consecuencias con el minimalismo. Según esta articulación de carácter teológico, la abstracción es la culminación de los principios de anatomía y de pura visualidad propias del arte. La hegemonía indiscutida de este discurso ha hecho que otro tipo de prácticas y de estéticas que, pese a estar situadas dentro del arte moderno han interiorizado sus principios de manera heterodoxa, hayan estado parcialmente ignoradas.
Palazuelo concibe el arte como «un camino para dar salida a los problemas humanos». Sus referencias a la historia de la pintura son continuas, y es especialmente importante la influencia en su trabajo de la noción de línea derivada de la obra de Klee, que supone una auténtica revelación para él. También reivindica a sus inicios su interés por constructivistas rusos como Gabo y Pevsner, aun cuando rehúsa su concepción científica de la geometría. La obra de Palazuelo ha sido clasificada por la historiografía de los últimos treinta años como una abstracción de tipo idealista, muy vinculada a corrientes de espiritualidad y a una concepción sagrada del artista y de su obra. Pese a que Palazuelo se nutre de corrientes de pensamiento vinculadas al esoterismo, la cábala y la filosofía y el pensamiento orientales, también es cierto que por las matemáticas, la física y el pensamiento científico son fundamentales su trabajo. El desarrollo de la abstracción y el uso de la geometría en su obra están íntimamente ligados a un proceso racional basado en el descubrimiento - no invención- de nuevas formas. Esta descubierta constante que guía su trabajo se traduce en una tensión manifestada a través de las variaciones interminables de las formas.

## Museos y exposiciones

### Principales exposiciones
- 1955 Primera exposición individual en la galería Maeght de París
- 1992 - Participa con la serie de cuatro lienzos “Nigredo” en el Pabellón Español de la Exposición Universal de Sevilla.
- 1995 - Exposición retrospectiva en el Museo Nacional Centro de Arte Reina Sofía, que consta de alrededor de 75 pinturas, 18 esculturas y 50 obras sobre papel, además de tres libros de artista: Lunarie, Ardicia y Ablatif Absolu.[6]
- 2005 - Su obra participa en la exposición "Modelos Estructuras y Forma" en el Centro Andaluz de Arte Contemporáneo.

### Museos
Los principales museos donde se expone su obra son:
- Artium, Centro Museo de Arte Contemporáneo, Vitoria
- Museo de Arte Carnegie, Pittsburg
- Colección Arte Contemporáneo Fundación La Caixa, Barcelona
- Fundación Juan March, Madrid
- Kunsthaus Zürich, Zúrich
- Museo de Arte Abstracto Español, Cuenca
- Museo de Arte Moderno de Río de Janeiro
- Museo Nacional de Arte Moderno, París
- Museo de Bellas Artes de La Chaux-de-Fonds, Suiza
- Museo Fundación Maeght, Saint-Paul-de-Vence, Francia
- Museo Guggenheim, Bilbao
- Museo Nacional Centro de Arte Reina Sofía, Madrid
- Museu d'Art Contemporani, MACBA, Barcelona
- Solomon R. Guggenheim Museum, Nueva York

## Premios[13]
- 1952 - Premio Kandinsky.
- 1958 - 5.º premio en la Exposición Internacional de Pittsburgh (Premio Carnagie) de 1958, por la obra Mandala.[14]
- 1982 - Medalla de Oro al mérito en las Bellas Artes, concedida por el Ministerio de Cultura del Gobierno de España.
- 1994 - Premio Tomas Francisco Prieto que otorga la Fábrica Nacional de Moneda y Timbre.
- 1999 - Premio Nacional de Artes Plásticas, obtenido en 1999 ex aequo con la escultora Cristina Iglesias.
- 2004 - Premio Velázquez.